# Ottiero Ottieri
Ottiero Ottieri, all'anagrafe Ottiero Lucioli Ottieri della Ciaja (Roma, 29 marzo 1924 – Milano, 25 luglio 2002), è stato uno scrittore, sociologo e traduttore italiano.

## Biografia
Nato a Roma da genitori toscani, studia presso il Collegio Massimo dei Gesuiti. Dotato di una sensibilità straordinaria, inizia a scrivere molto presto, descrivendo le Dolomiti, all'età di quattordici anni, dalla terrazza di un alberghetto a Villabassa, in Alto Adige. Per un certo periodo si dedica allo studio della letteratura greca; traduce e pubblica presso l'editore Capriotti l'Agamennone di Eschilo, preceduto da un saggio introduttivo.
Nel 1945, a soli 21 anni, si laurea in Lettere alla Sapienza di Roma con una tesi sulle operette amatorie di Leon Battista Alberti; segue poi un corso di perfezionamento in letteratura inglese, proseguendo in varie traduzioni, tra le quali un dramma elisabettiano di Cyril Tourneur accolto nel volume Teatro elisabettiano dell'editore Sansoni; sul medesimo autore, nell'estate del 1950 pubblica sulla rivista Inventario il saggio I personaggi negativi di Tourneur.
Tra i giornali con cui Ottieri avvia collaborazioni figura anche la Fiera letteraria, rivista diretta da Alba de Céspedes su cui nel 1947 pubblica il racconto L'isola che si aggiudica il Premio Mercurio. Insoddisfatto delle sporadiche collaborazioni a riviste e giornali, deluso dall'ambiente letterario romano, secondo lui chiuso ed elitario, agli inizi di febbraio del 1948 decide di partire per Milano, la città del lavoro, dell'impegno sociale e morale, dove spera di trovare ulteriori stimoli.
Nel libro La linea Gotica (1963), ricordandosi delle sensazioni provate al suo arrivo a Milano, scrive:
Arrivato a Milano, Ottieri incomincia a lavorare come assistente di Guido Lopez, capo dell'ufficio stampa della Arnoldo Mondadori Editore. Per la sua propensione innata verso lo studio in generale, segue con grande entusiasmo studi sociali e psicologici, conosce Cesare Musatti, frequenta assiduamente la sede del PSI milanese e inizia a scrivere per il quotidiano Avanti!. 
Nel 1950, a Lerici, sposa Silvana Mauri, nipote di Valentino Bompiani, conosciuta a Roma in casa di Brianna Carafa il 2 giugno 1946; l'anno dopo inizia a dirigere la rivista mensile di divulgazione scientifica La Scienza Illustrata. Dalla loro unione nascono nel 1953 Maria Pace Ottieri e nel 1960 Alberto Ottieri, Vicepresidente e Consigliere Delegato di Messaggerie Italiane.

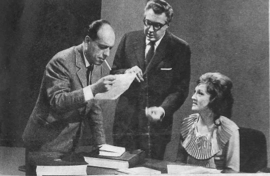
Da sinistra, Ottiero Ottieri, lo scrittore Luigi Silori e l'attrice Edmonda Aldini

Con questo lavoro conosce un mondo diverso, quello della tecnica correlata all'industria del primo dopoguerra, dei difficili rapporti umani fra l'operaio e la macchina inerenti al lavoro alienante della fabbrica. Ottieri ritiene psicoanalisi e politica strumenti congeniali al suo nuovo sentire, e inizia a considerare la psicologia moderna, la psicologia del profondo, "...uno strumento per uscire dalla... incoscienza".
Il manoscritto del suo primo libro Memorie dell'incoscienza, iniziato a scrivere nel 1947 (con alcune correzioni del 1952) e proposto dallo stesso a Elio Vittorini, viene pubblicato nel 1954. Si tratta di un libro sui suoi trascorsi giovanili, che mette in evidenza un certo fascismo interpretato psicologicamente, come incoscienza, e come aspetto di un infantilismo politico che in Italia era stato ed era ancora molto diffuso. Racconta la vita in un paese toscano nel 1943, prima e dopo l'armistizio, e, nel contesto di un fascismo intriso d'ignoranza e fuori da qualsiasi realtà oggettiva, delinea in modo molto efficace rapporti sentimentali subiti secondo meccanismi taanto crudeli quanto inconsapevoli. 
Nel 1953, da poco assunto all'Olivetti con l'incarico di selezionatore del personale, si ammala di una meningite improvvisa e per quattro mesi resta ricoverato nella clinica fiorentina del dottor Cocchi, l'unico, a quell'epoca, in grado di curare questo tipo di malattia. Una volta guarito, Adriano Olivetti (il quale aveva, e ha sempre tenuto in debita considerazione i suoi dirigenti provenienti dal mondo intellettuale: da Geno Pampaloni a Paolo Volponi, da Giovanni Giudici a Franco Fortini), dopo avere pagato ugualmente lo stipendio a Ottieri, gli propone di riprendere il lavoro di selezionatore in un clima migliore di quello di Ivrea e di Milano, nella sede della nuova fabbrica di Pozzuoli.

Ottieri si trasferisce allora con tutta la famiglia a Pozzuoli e in questo contesto sociale diverso, nel 1957, scrive il secondo libro, Tempi Stretti, in cui descrive il mondo della fabbrica dal suo interno in un momento di trasformazioni e di difficili lotte. Il libro è pubblicato nella collana "Gettoni" di Einaudi, diretta da Vittorini e Calvino, presso la quale furono pubblicati numerosi titoli appartenenti al filone della letteratura industriale. I due però rimarcarono più i difetti che i pregi dell'opera. Per Vittorini, dal romanzo si evinceva una 
 mentre per Calvino, all'opposto, il romanzo era davvero un ottimo documento della realtà industriale, ma mancava proprio di bellezza lirica, e soprattutto era un'ottima panoramica della vita dentro la fabbrica, 

Nel 1959, ispirato proprio dall'esperienza come selezionatore del personale della Olivetti a Pozzuoli, esce Donnarumma all'assalto, il suo libro più celebre, pubblicato da Bompiani. Il vero imprimatur per la pubblicazione di questo romanzo (malgrado la delicatezza dell'argomento riferito a una vicenda reale e imbarazzante, interna alla nuova azienda sorta a Pozzuoli, nella quale Ottieri era un funzionario) venne proprio dal patron Adriano Olivetti, «più intelligente di alcuni suoi collaboratori», come acutamente annotò Geno Pampaloni. Lo strappo di Ottieri, che si rivolse di persona a quest'editore, fu causato da un'eccessiva svalutazione di Calvino nei confronti di Ottieri. Calvino non mostrò grande interesse per questo lavoro, e in una lettera – postuma alla pubblicazione da parte di Bompiani – rivolta all'amico Vittorini, sinceramente affermerà: 
 Il titolo, Donnarumma all'assalto, s'ispira a una vicenda interna al romanzo: un disoccupato senza qualifiche disposto a tutto pur di avere un posto nella luminosa fabbrica aperta al Sud dall'Olivetti. Ottieri coglie tra i primi la drammaticità del contrasto tra il progresso tecnico e materiale e l'arretratezza culturale del meridione d'Italia. Invero però la discussione interna è molto più che una semplice critica della dicotomia Nord-Sud, anzi Ottieri valuta gli operai del Sud uguali nell'operosità a quelli del Nord, ma nella sua trama convivono – accanto a racconti biografici – anche molti spunti saggistici di natura sociologica ed esistenziale, in linea con una matrice kafkiana:
Nel saggio L'esperienza meridionalistica di Ottieri, Giuseppe Iadanza osserva tra l'altro che l'intensità quasi drammatica di queste giornate tese del selezionatore anima anche la prosa solitamente pacata di Ottieri e l'arricchisce di partecipazione umana, tanto che la conclusione del Donnarumma diventa «decisamente commossa e scopertamente nostalgica».
Il successo come scrittore induce Ottieri a rifiutare l'offerta di Adriano Olivetti di restare a Pozzuoli da direttore del personale della fabbrica, in quanto tale incarico non gli lascerebbe più tempo sufficiente per la scrittura. Tornato a Milano, si accorda allora per un nuovo contratto  di consulente esterno, un impegno meno vincolante che gli consente di firmare racconti e articoli d'attualità sul settimanale  Il Mondo e, dalla metà degli anni Sessanta fino ai Settanta, di collaborare con il quotidiano il Giorno.
Giudicando interessante e molto significativo un diario scritto da Ottieri durante l'impegno nel mondo dell'industria, Italo Calvino gli suggerisce di pubblicarne alcuni pezzi sulla rivista Il Menabò. I pezzi uscirono con il titolo di Taccuino Industriale, consacrando Ottieri come pioniere della cosiddetta "letteratura industriale". Nel 1963 l'intero diario è pubblicato da Bompiani con il titolo La linea gotica, vincendo nello stesso anno il Premio Bagutta. Nel 1972, con Il campo di concentrazione, riceve il Premio Selezione Campiello.

Esaurita la stagione industriale, lo scrittore sempre alla ricerca di nuovi stimoli, li trova fuori dal mondo letterario. Chiamato a Roma da Tonino Guerra a collaborare alla sceneggiatura del film L'eclisse di Michelangelo Antonioni incentrato sulla nevrosi che corrode esistenze e rapporti umani, Ottieri scopre il cinema, se n'entusiasma e subito è preso dalla smania di mettersi in proprio e misurarsi con questo nuovo modo di veicolare una storia. La storia realistica del libro L'impagliatore di sedie (1964) è raccontata come una sceneggiatura fatta d'azione, gesti, linguaggio parlato, ma dietro la tentazione di sperimentare una nuova tecnica narrativa si nasconde altro; Ottieri lo spiega nella prefazione: 
Nel 1996, ormai più che settantenne, Ottiero Ottieri termina la sua vasta produzione letteraria con Il poema osceno (1996), un'opera di centinaia di pagine sulla sessualità, una tematica costante della poetica di Ottieri ma che nei lavori precedenti era soprattutto letta in una chiave di disagio psicanalitico (Il campo di concentrazione), e che ora invece diventa un senile ma vivace e provocatorio torrenziale omaggio in versi ai rapporti carnali. Fu scritto per sette volte di getto e rivisto due in bozze. 
L'archivio di Ottiero Ottieri è conservato presso il Centro per gli studi sulla tradizione manoscritta di autori moderni e contemporanei dell'Università di Pavia. 

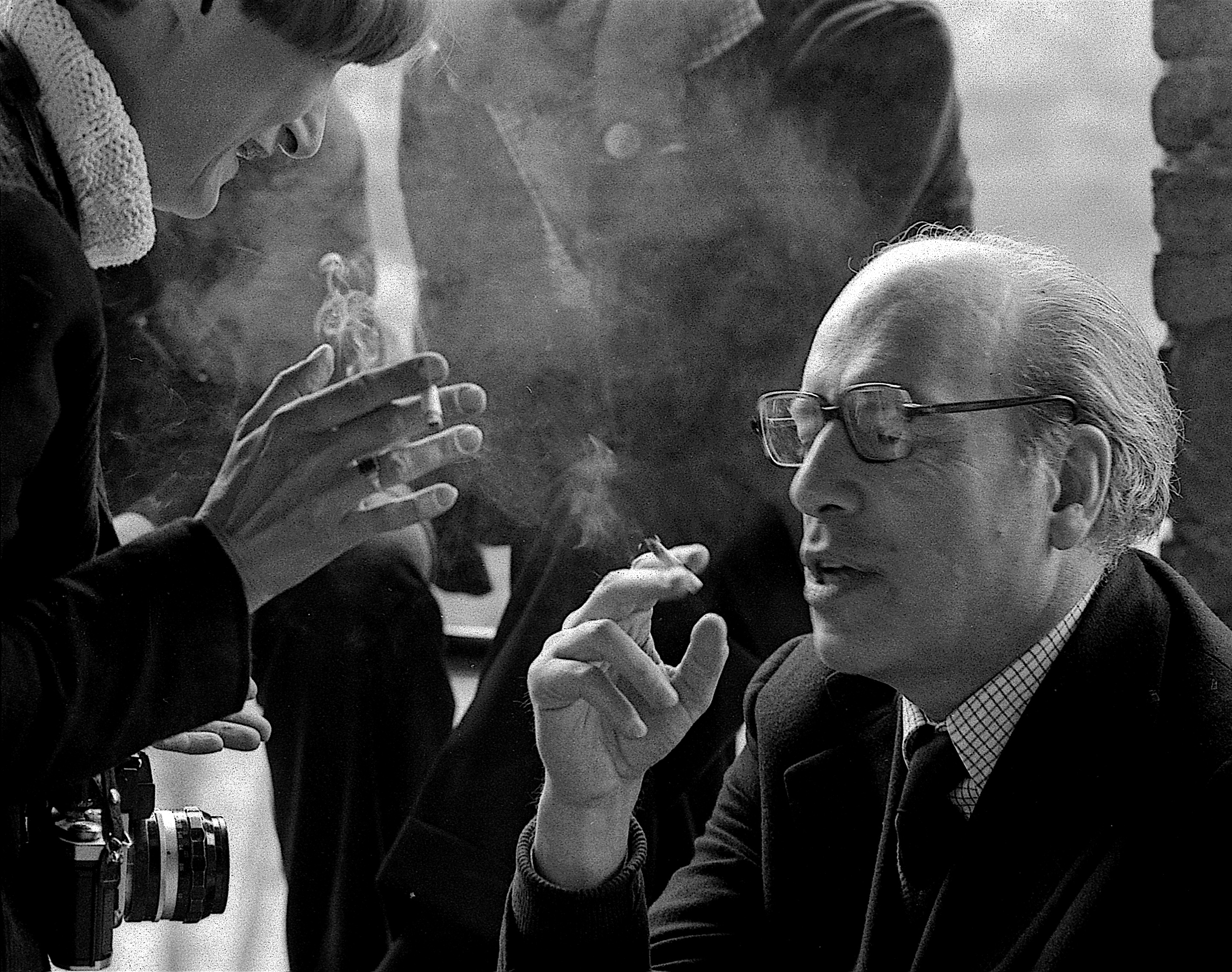
Ottiero Ottieri con la scrittrice-fototografa Carla Cerati, primavera 1977

## Opere principali

### Narrativa
- Memorie dell'incoscienza, Torino, 1954;
- Tempi stretti, Einaudi ("Gettoni"), Torino, 1957;
- Donnarumma all'assalto, Milano, Bompiani, 1959; Milano, Utopia, 2023.
- La linea gotica. Taccuino 1948-1958, Milano, 1963;
- L'impagliatore di sedie, Milano, Bompiani, 1964;
- I divini mondani, Milano, 1968;
- Il campo di concentrazione, Milano, Bompiani, 1972;
- Contessa, Milano, Bompiani, 1976; Milano, Utopia, 2022.
- Di chi è la colpa, Milano, 1979;
- I due amori, Torino, 1983;
- Il divertimento, Milano, 1984;
- Improvvisa la vita, Milano, 1987.
- La psicoterapeuta bellissima, Parma, Guanda, 1994.
- De morte, Parma, Guanda, 1997.
- Una tragedia milanese, Parma, Guanda, 1998.
- Cery, Parma, Guanda, 1999; Milano, Utopia, 2024.
- Una irata sensazione di peggioramento, Parma, Guanda, 2002.

### Poesia
- Il pensiero perverso, Milano, 1971;
- La corda corta, Milano, 1978;
- Tutte le poesìe. Il pensiero perverso. La corda corta, con ottanta nuove poesie, Venezia, 1986;
- Vi amo, Torino, 1988.
- L'infermiera di Pisa, Milano, 1991.
- Il palazzo e il pazzo, Milano, Garzanti, 1993.
- Storia del P.S.I. nel centenario della nascita, Parma, 1993.
- Diario del seduttore passivo, Firenze, 1995.
- Il poema osceno, Milano, 1996.

### Saggistica
- L'irrealtà quotidiana, Milano, 1966, Premio Viareggio.[6]

### Teatro
- I venditori di Milano, Torino, 1960;
- L'assemblea deserta, in Sipario, gennaio 1962.

### Altro
- Opere scelte, scelta dei testi e saggio introduttivo di Giuseppe Montesano; cronologia di Maria Pace Ottieri; notizie sui testi e bibliografia a cura di Cristina Nesi, Milano, Meridiano Mondadori, 2009, ISBN 978-88-04-58351-6 [contiene Donnarumma all'assalto, La linea gotica, L'irrealtà quotidiana, Contessa, Poema osceno, Cery].